# Eselskappe

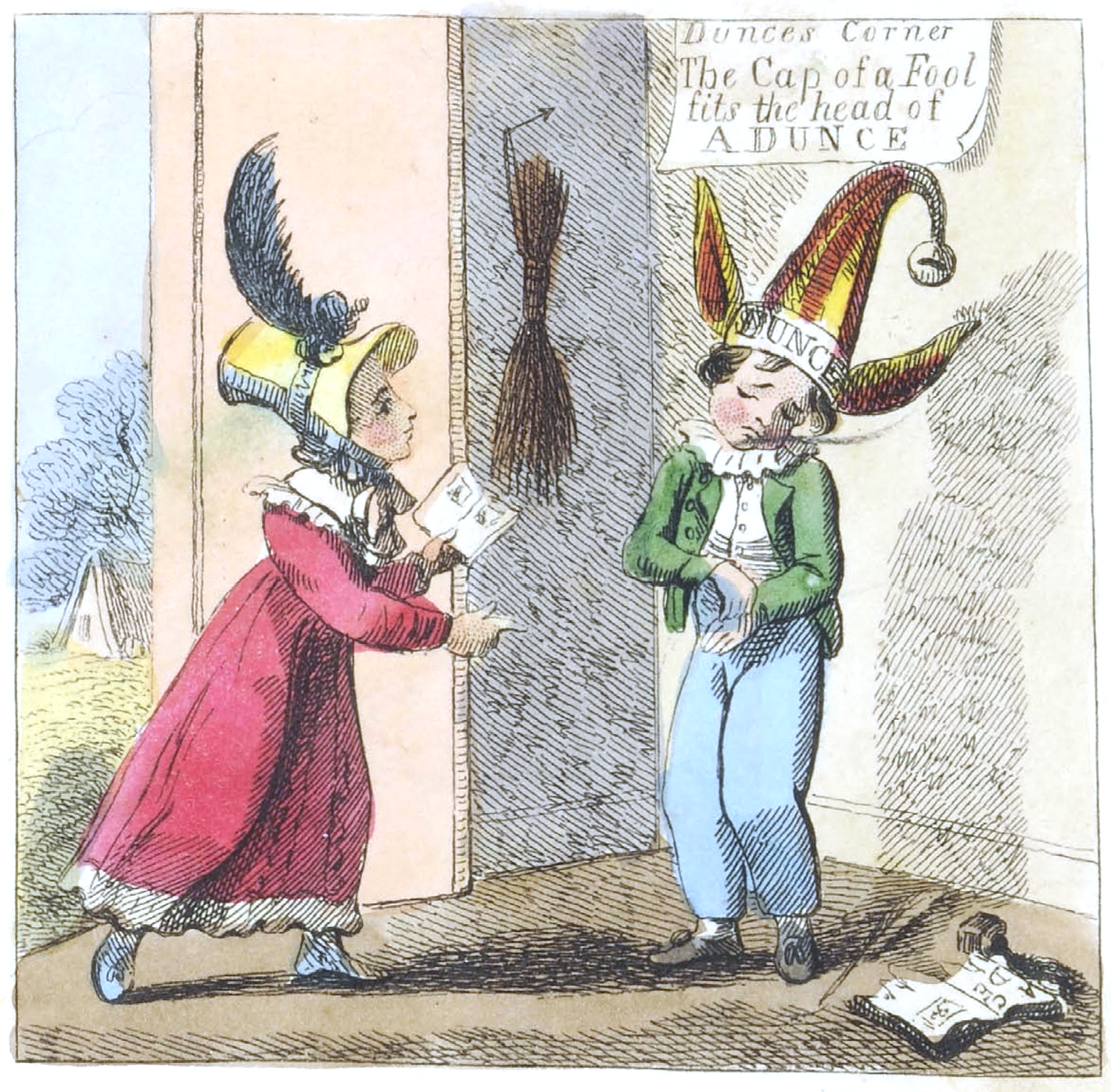
Illustration eines Jungen mit Eselskappe aus einem Kinderbuch von 1820

Die Eselskappe, auch Eselsmütze, ist eine bis in das 19. Jahrhundert angewandte Bestrafung bzw. Demütigung für Schüler. Sie war fester Bestandteil eines Klassenzimmers. Die Eselskappe mussten Schüler tragen, die sich in den Augen des Lehrers als dumm erwiesen haben und aus diesem Grund vor der gesamten Klasse bloßgestellt wurden. Zur Demütigung dienten auch Schilder mit verschiedenen Aufschriften, die die Schüler um den Hals tragen mussten.

## Aussehen
Die Eselskappe erinnert an einen Spitzhut bzw. Narrenhut und ein Osterhasenkostüm. Oftmals waren an der Kappe Glöckchen befestigt. Wer sie auf dem Kopf hatte, musste still halten, damit die Glöckchen nicht klingelten.
In Kinofilmen, vor allem alten Zeichentrickfilmen, ist es auch oft nur ein einfacher Hohlkegel mit einer Aufschrift wie „Dunce“ (engl. für „Dummkopf“) – entsprechend „Dunce Cap“ („Dummkopf-Kappe“) genannt.

## Varianten
Die Eselskappe wurde, je nach Lehrkraft, aus verschiedenen Gründen aufgesetzt. Auch die Durchführung der Demütigung weist mehrere Varianten auf.
Eine Version ist der Ausschluss eines unartigen Schülers vom Unterricht, indem man ihn vor der Tür stehen ließ mit einer Eselskappe auf dem Kopf.
Ebenso mussten renitente Schüler mit der Eselskappe auf dem Kopf mehrere Stunden an der Eselsbank stehen.
Eine weitere Art bestand darin, den Schüler mit einer Eselskappe auf dem Kopf in eine Ecke des Klassenzimmers, die Eselsecke, zu stellen.
Auch Schüler, die ihr Pensum nicht gelernt hatten, mussten die Eselskappe aufsetzen.
Auf die sogenannte Strafbank (letzte Bank im Klassenzimmer) musste sich ein Schüler setzen, wenn er nicht gelernt hatte. Zuerst gab es Schläge mit dem Rohrstock, danach bekam der Schüler die Eselskappe aufgesetzt.
Nach dem Gebet oder Gesang kontrollierte der Lehrer die Hausaufgaben, Fingernägel und ob die Schüler ein sauberes Taschentuch dabei hatten. Hatte ein Schüler keine Hausaufgaben oder kein sauberes Taschentuch, geschweige denn gepflegte Fingernägel, bekam dieser die Eselskappe aufgesetzt. Auch auf dem Heimweg durfte diese nicht abgesetzt werden.

## Belege
1. ↑  Mechthild Schäfer, Uwe Sandfuchs, Peter Daschner, Wilfried Schubarth: Handbuch Aggression, Gewalt und Kriminalität bei Kindern und Jugendlichen. UTB, 2014, ISBN 978-3-8252-8580-7 (google.de [abgerufen am 20. Dezember 2019]).
2. ↑  Westdeutsche Zeitung Ausgabe Wuppertal (Hrsg.): Zur Strafe gab es die Eselskappe. 5. Dezember 2017.
3. ↑  Peter Dietrich: Die Eselkappe auf dem Kopf ersetzte Hiebe mit dem Rohrstock. Hrsg.: Deutsche Lehrerzeitung. 42. Jahrgang, 2. Aprilausgabe, 1995.
4. ↑  Schule mit Eselskappe und Arschprügel. Abgerufen am 20. Dezember 2019.
5. ↑  Birgit Gercken: Zu den Fraktalen in der Schularchitektur nach Buddensiek: Potentiale zur Überwindung der Untertanenerziehung. S. 32.
6. ↑  Monatsberichte der Königlich-Preussischen Akademie der Wissenschaften zu Berlin. Gedruckt in der Druckerei der Königlichen Akademie der Wissenschaften., 1874 (google.de [abgerufen am 20. Dezember 2019]).
7. ↑  Westdeutsche Zeitung Ausgabe Wuppertal (Hrsg.): Zur Strafe gab es die Eselskappe. 5. Dezember 2017.
8. ↑  Sigrid Querhammer: Schulgeschichte lebt wieder auf. Hrsg.: Dänischer Wohld. 12. Juni 2019.